# NGC 4595
NGC 4595 este o galaxie spirală situată în constelația Părul Berenicei. A fost descoperită în 14 ianuarie 1787 de către William Herschel. Se află la o distanță de 12,88 megaparseci de Pământ.